# Torymus flaviventris
Torymus flaviventris är en stekelart som beskrevs av William Harris Ashmead 1888. Torymus flaviventris ingår i släktet Torymus och familjen gallglanssteklar. Inga underarter finns listade i Catalogue of Life.